# Rezolucija Vijeća sigurnosti UN-a 764
Rezolucija Vijeća sigurnosti UN-a 764, usvojenom jednoglasno 13. srpnja 1992., nakon ponovne potvrđivanja prethodnih rezolucija na tu temu, Vijeće je uočilo kršenja sporazuma o Međunarodnoj zračnoj luci Sarajevo kojim je uspostavljen sigurnosni koridor i zahtijevalo povlačenje protuzračnih oružanih sustava, te odlučio odobriti dodatno raspoređivanje osoblja Zaštitnih snaga Ujedinjenih naroda. To bi povećalo veličinu Snaga na dvije pješačke bojne.
Vijeće je odobrilo izvješće glavnog tajnika Boutrosa Boutrosa-Ghalija o provedbi rezolucija 757 (1992.), 758 (1992.) i 761 (1992.). Dodatno osoblje bi olakšalo dostavu humanitarne pomoći te sigurnost i funkcioniranje sarajevske zračne luke.
Kao i prethodnim rezolucijama, Rezolucija 764 poziva sve strane da se pridržavaju sporazuma o prekidu vatre od 5. lipnja 1992., kako bi se okončale neprijateljske aktivnosti u Bosni i Hercegovini, dodatno pohvaljujući Snage i zahtijevajući suradnju s njima i međunarodnim organizacijama prisutnim u zemlju od svih stranaka. Također je pozvalo sve zainteresirane strane da se uključe u pregovore kako bi pronašli političko rješenje, surađujući s naporima Europske zajednice i potporom Organizacije za europsku sigurnost i suradnju.
Međunarodni kazneni sud za bivšu Jugoslaviju temeljio se na Rezoluciji 764 prema kojoj će osobe koje su prekršile međunarodno humanitarno pravo i Ženevske konvencije odgovarati.

## Vanjske poveznice
| Wikizvor | Engleski Wikizvor ima izvorni tekst na temu: United Nations Security Council Resolution 764 |

- Text of the Resolution at undocs.org